# Максим (река)
Максим (Максимо, Максимовка) — река в России, протекает по территории Ледмозерского сельского поселения Муезерского района Карелии. Впадает в озеро Лувозеро. Длина реки — 36 км, площадь водосборного бассейна — 192 км².
В среднем течении Максим протекает через озеро Максимъярви.

## Данные водного реестра
По данным государственного водного реестра России относится к Баренцево-Беломорскому бассейновому округу, водохозяйственный участок реки — Кемь от Юшкозерского гидроузла до Кривопорожского гидроузла. Речной бассейн реки — бассейны рек Кольского полуострова и Карелии, впадает в Белое море.
Код объекта в государственном водном реестре — 02020000912102000004034.